# Parafia Trójcy Świętej w Ściborzycach Małych
Parafia Trójcy Świętej w Ściborzycach Małych – parafia rzymskokatolicka, znajdująca się w diecezji opolskiej, w dekanacie Głubczyce.